# Monte Grimano
Monte Grimano település Olaszországban, Marche régióban, Pesaro és Urbino megyében. Lakosainak száma 1094 fő (2023. január 1.). Monte Grimano Mercatino Conca, Montecopiolo, Sassofeltrio, Macerata Feltria, Monte Cerignone, Fiorentino, Montegiardino és San Leo községekkel határos.

## Népesség
A település lakossága az elmúlt években az alábbi módon változott:
| Lakosok száma | 1129 | 1119 | 1094 |
|               | 2017 | 2018 | 2023 |